# Kentucky Colonel

Das Siegel des US-Bundesstaats Kentucky

Kentucky Colonel ist die höchste Verdienstauszeichnung und zugleich der höchste Ehrentitel, welcher im Namen des US-Bundesstaates Kentucky verliehen wird. Die Ernennung zum Kentucky Colonel stellt einen Rechtsakt dar, welcher durch den amtierenden Gouverneur mit der Ausstellung einer sogenannten Commission vollzogen wird.
Die Verleihung erfolgt ausschließlich an Einzelpersonen in Anerkennung von bemerkenswerten Leistungen und herausragendem Dienst für die Gemeinschaft, den Staat und die Nation. Die Ernennungsurkunde wird vom Gouverneur und dem Secretary of State nebst dem beigefügten Siegel des Bundesstaates unterzeichnet.
Obwohl nur der Gouverneur den Grund für die Verleihung kennt, ist die Unterschrift des Secretary of State eine zwingende Voraussetzung für die Gültigkeit der Ernennung zum Kentucky Colonel. Im 91. Abschnitt der Verfassung von Kentucky ist festgeschrieben, dass der Secretary of State alle Amtshandlungen des Gouverneurs bezeugen muss. Diese Bezeugung wird in dem Moment erreicht, in welchem offizielle Dokumente mit dem Siegel des Bundesstaates versehen werden, mit wessen Führung einzig der Secretary of State betraut ist.
Ein Kentucky Colonel gilt offiziell als sogenannter „Goodwill Ambassador“ und repräsentiert den Bundesstaat in Bezug auf die Kultur, die Folklore, die Traditionen und Werte. Traditionell wird ein Kentucky Colonel als Aide-de-camp zum Stab des Gouverneurs gezählt, heutzutage leisten Kentucky Colonels allerdings keine Dienste mehr in der uniformierten Ehrengarde.

## Kentucky Colonel Uniform

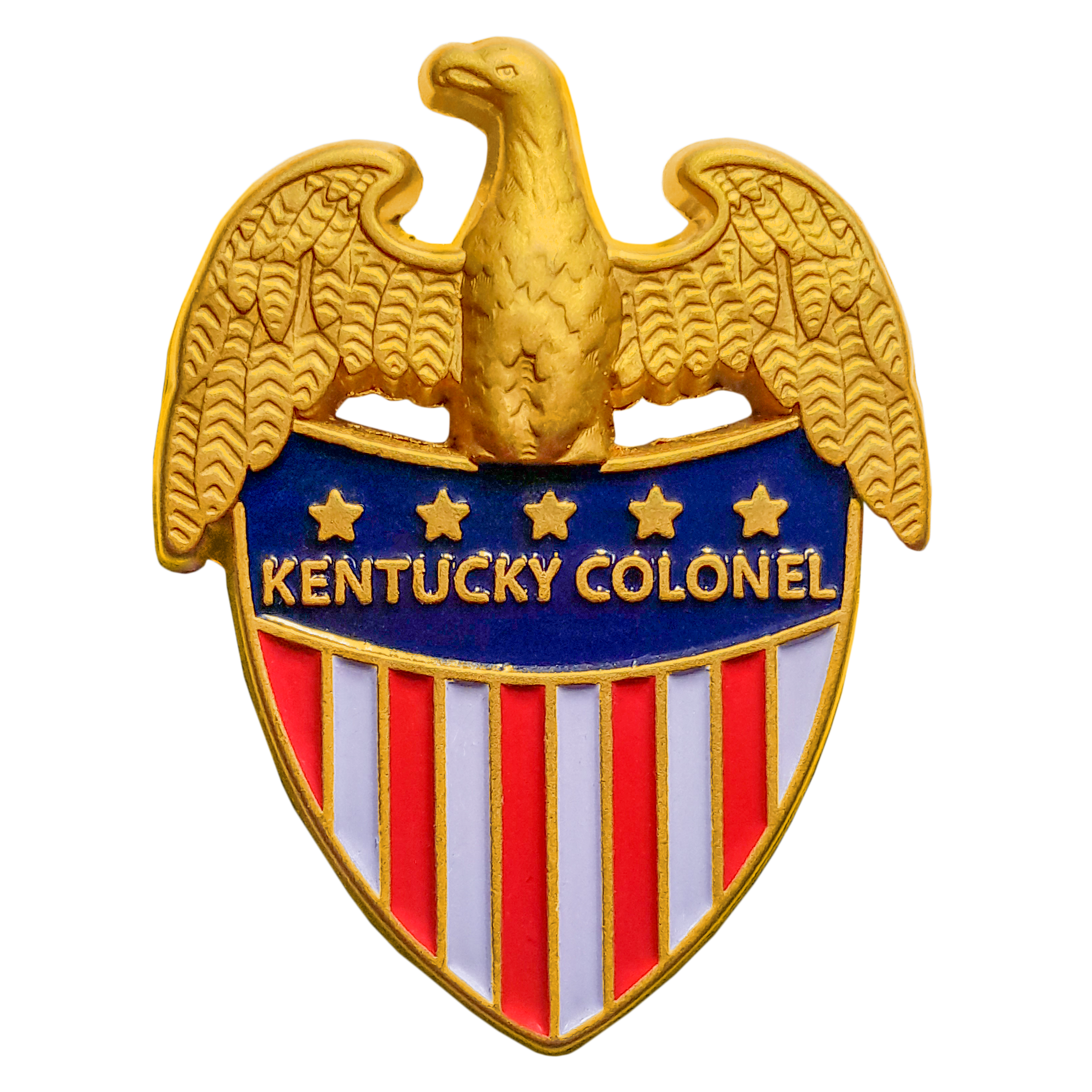
Aide-de-Camp-Abzeichen

Aufgrund der militärischen Tradition ist die Uniform stark an den sogenannten Mess Dress (Ausgehuniform) der Offiziere innerhalb der US-Army angelehnt, die Abweichungen sind minimal und für das ungeschulte Auge im Grunde nicht zu erkennen:
Eine dunkelblaue Jacke, die viel kürzer als der Smoking ist, ein seidenbesetztes Revers, goldene Knöpfe, goldgeflochtene Schulterklappen, eine goldene Aiguillette (Fangschnur), die an der rechten Schulter hängt, fünf schmal gestickte Goldstreifen, die sich von der Manschette bis zur Hälfte des jeweils linken und rechten Ärmels erstreckten und kreisförmig miteinander verflochten sind und innen liegend das Aide-de-Camp-Abzeichen mit den kleinen Buchstaben „KY“ am oberen Schildrand.
Die Hose ist eine dunkelblaue Abendhose gleichen Stoffes mit jeweils einer goldenen Lampasse an den Außennähten. Die Uniform wird durch ein steifes weißes Smokinghemd mit Flügelkragen, einer schwarzen Fliege mit Kummerbund oder weißer Weste, einer blauen Schirmmütze der Militäruniform für Offiziere, einem blauen Offiziersumhang und schwarzen Schuhen vervollständigt.
Es gibt jedoch keinen offiziellen Lieferanten für diese Uniform, demnach muss jede Uniform maßgeschneidert werden. Kentucky Colonels tragen in aller Regel jedoch keine Uniformen mehr und bedienen sich der jeweils angebrachten oder geforderten Garderobe, an welche das Aide-de-Camp-Abzeichen angesteckt wird. Dadurch soll auch einer Verwechslung mit militärischen Befehlshabern entgegengewirkt werden.

## Ehren- und Höflichkeitstitel

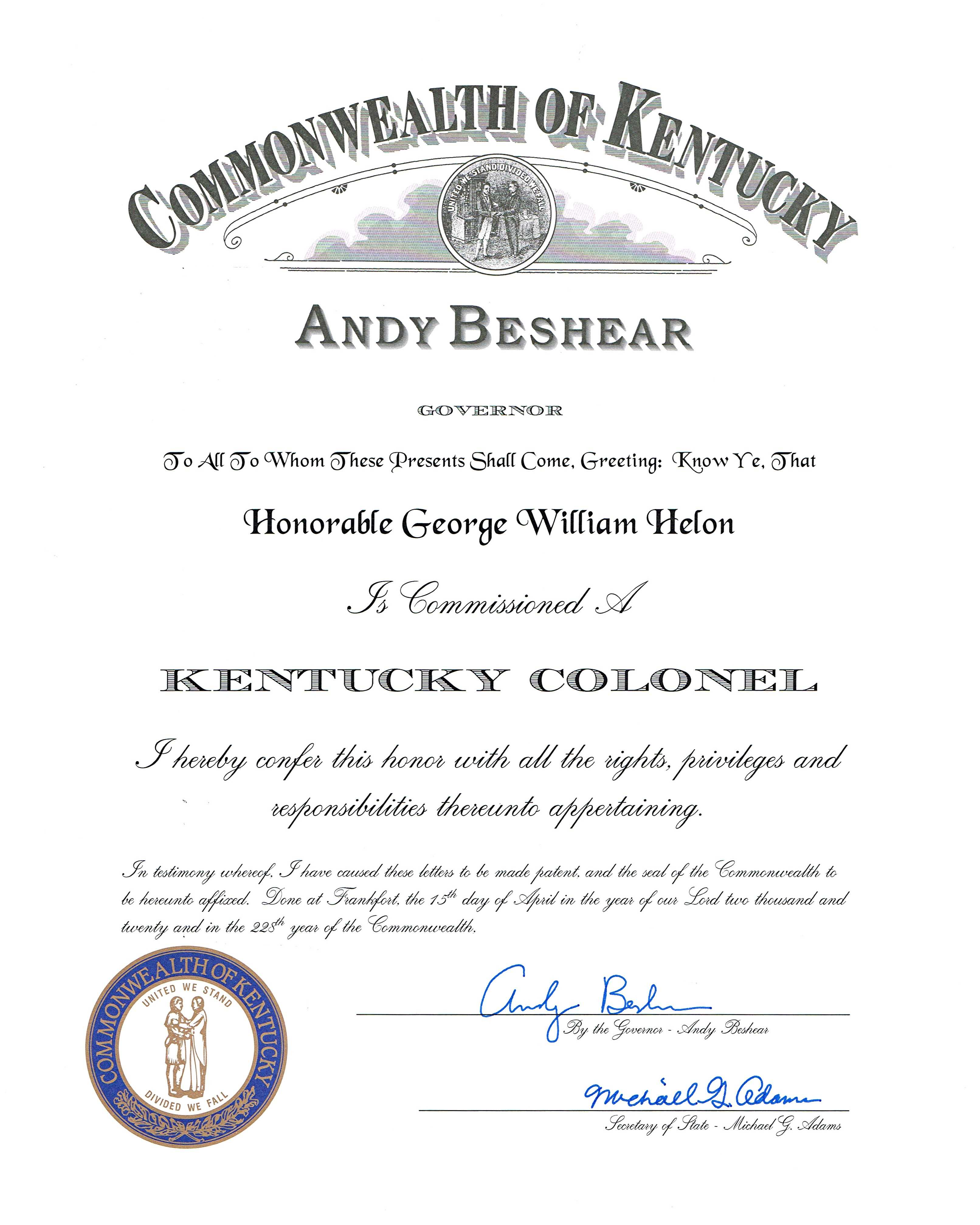
Ernennungsurkunde aus dem Jahr 2020. Verliehen durch Governor Andy Beshear.

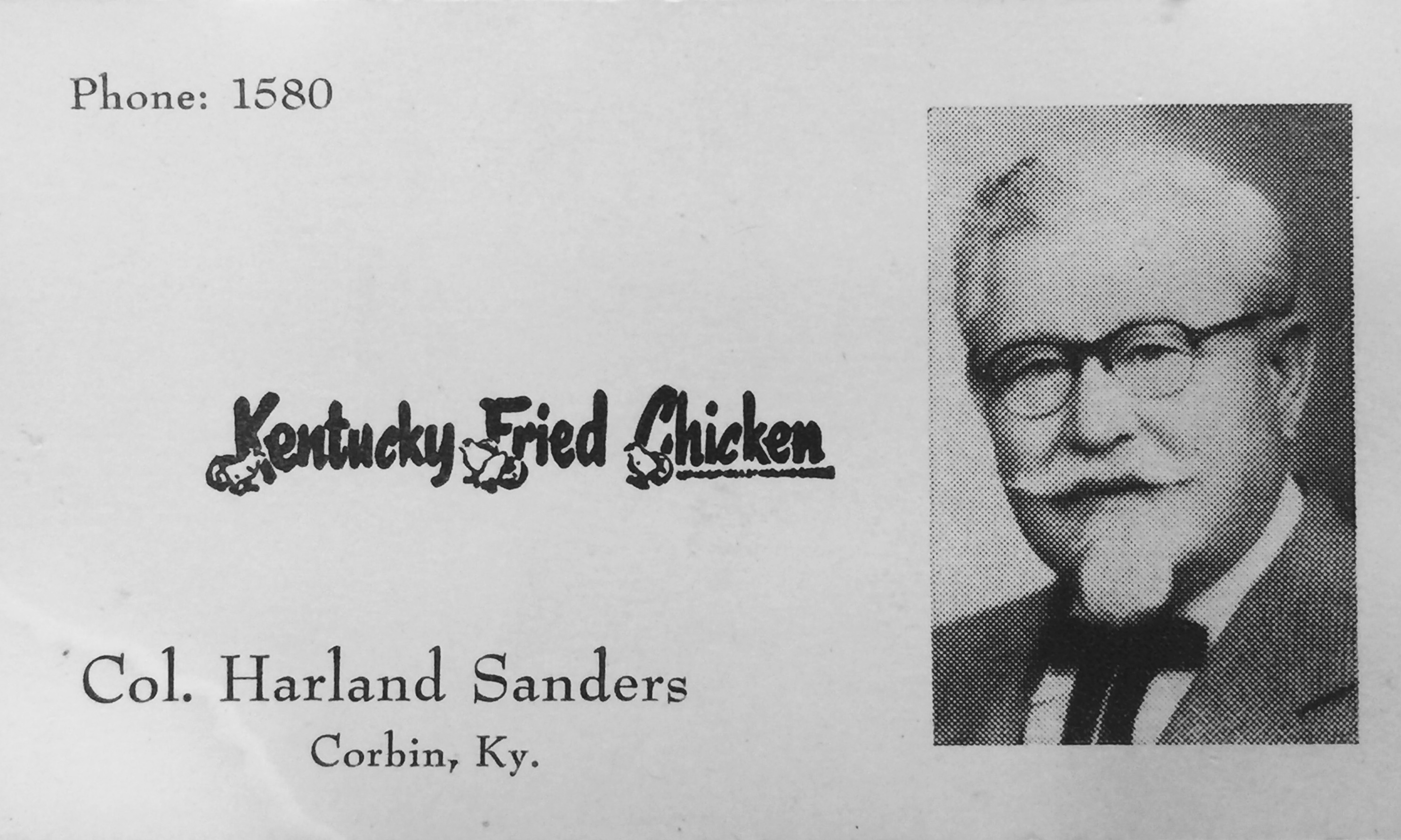
Visitenkarte mit Titelnutzung durch Colonel Harland D. Sanders.

Einem Kentucky Colonel wird mit der Ernennungsurkunde nicht nur der Ehrentitel Colonel zugesprochen, sondern auch der in den Vereinigten Staaten gebräuchliche Höflichkeitstitel Honorable zuerkannt.
Es kann festgehalten werden, dass der Ehrentitel Colonel, welcher aus der militärischen Tradition heraus erwachsen ist, im täglichen Gebrauch genutzt werden kann. Dieser Umstand ergibt sich auch daraus, dass der Titel direkt durch den Gouverneur und somit durch den amtierenden Staats- und Regierungschef verliehen wird. Vergleichbar ist der hier behandelte Titel mit dem im Bundesland Baden-Württemberg verliehenen Ehrentitel Professor. Eine der Besonderheiten im Gegensatz zu einem Ministerpräsidenten eines Bundeslandes der Bundesrepublik Deutschland besteht allerdings darin, dass der jeweilige Gouverneur des US-Bundesstaates auch der Oberbefehlshaber der Nationalgarde ist. Das wichtigste Detail ist, dass die Ernennung zum Kentucky Colonel heutzutage keine offizielle Erlaubnis und Befugnis mehr enthält, um Befehle zu erteilen oder Truppen zu führen.
Im Laufe der Zeit haben sich folgende Gepflogenheiten bei der Titelführung ergeben:
| Briefanschrift         | Honorable + Vorname + Nachname                   |
| Briefanrede und E-Mail | Sehr geehrter Colonel + Nachname                 |
| Anrede                 | Colonel + Nachname                               |
| Einladungskarten       | Honorable + Vorname + Nachname, Kentucky Colonel |
| Gästeliste             | Honorable + Vorname + Nachname, Kentucky Colonel |
| Fremdvorstellung       | Colonel + Vorname + Nachname, Kentucky Colonel   |

Sich aus den allgemeinen Regeln der Höflichkeit ergebend und dem Respekt geschuldet, wird ein Kentucky Colonel als Colonel angesprochen und darf sich auch gegenüber anderen Personen als Colonel vorstellen. Ein Kentucky Colonel ist jedoch dazu angehalten, seinen Titel niemals so zu verwenden, dass eine Verwechslung mit einem Colonel der Streitkräfte der Vereinigten Staaten von Amerika, eines anderen Staates oder einer anderen Nation entstehen könnte.

## The Honorable Order of Kentucky Colonels

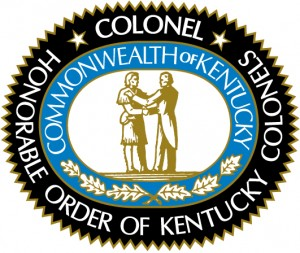
Das Große Siegel des Honorable Order of Kentucky Colonels.

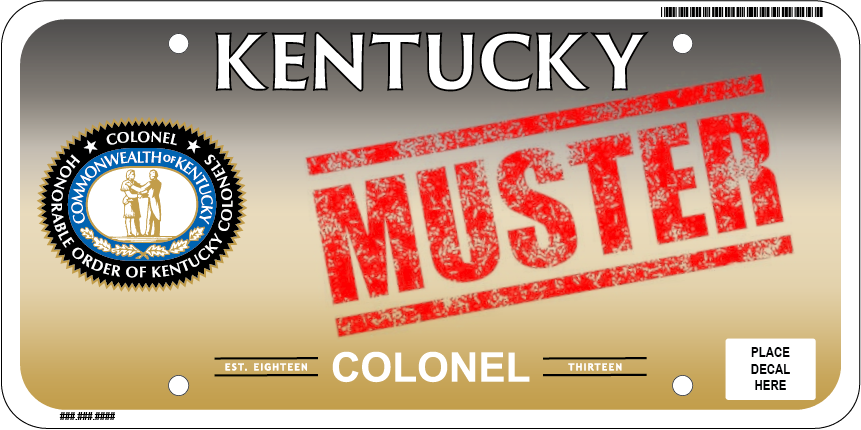
Nummernschild eines Kentucky Colonel

Nachdem eine Person vom Gouverneur zum Kentucky Colonel ernannt wurde, wird diese Person automatisch zum lebenslangen Ehrenmitglied innerhalb des The Honorable Order of Kentucky Colonels. Diese Gemeinschaft wurde im Jahr 1933 durch Governor Ruby Laffoon gegründet und ist heute eine gemeinnützige Organisation, in welcher sich nur Kentucky Colonels organisieren können.
Der amtierende Gouverneur dient symbolisch als „Oberbefehlshaber“ seiner Colonels und die gewählten Mitglieder des Kuratoriums werden als „Generäle“ bezeichnet. Alle Mitglieder leisten ihren Dienst auf freiwilliger Basis und dienen einzig und alleine der Mission, das Commonwealth of Kentucky und seine Bürger zu unterstützen und zu fördern.
Die einzelnen Colonels werden dazu angehalten, jährliche Spenden zu tätigen, um sich somit an den Projekten im ganzen Bundesstaat zu beteiligen und um dadurch als aktives Mitglied zu gelten. Aktive Mitglieder erhalten eine jeweils für ein Jahr gültige Mitgliedskarte und können, wenn sie in Kentucky leben, Nummernschilder für ihr Kraftfahrzeug beantragen, welche sie als Colonel ausweisen. Die aktiven Mitglieder werden dazu eingeladen, an den jährlich stattfindenden Veranstaltungen wie dem Kentucky Derby, dem Kentucky Colonels Barbecue oder dem Colonels Homecoming Weekend teilzunehmen.
Ein frühes Beispiel für die Aktivitäten der Gemeinschaft waren die Hilfsmaßnahmen nach den Überschwemmungen des Ohio River im Jahr 1937, welche verheerende Auswirkungen auf den Norden Kentuckys und andere Staaten entlang des Ohio River hatten. Die Colonels Fred Astaire, Eddie Cantor und Irving Mills waren maßgeblich an der Spendensammlung für dieses Projekt beteiligt. Heute konzentriert sich die Gemeinschaft hauptsächlich auf die Unterstützung von Organisationen zur Verbesserung des Gemeinwesens, der Bildung und Jugendhilfe, der Gesundheit, Rehabilitation und Lebenskompetenzen, der Denkmalpflege, für Obdachlose, Menschen mit niedrigem Einkommen und Menschen in Krisensituationen sowie für Veteranen und Militärdienstleistende.
Die Botschaft der Vereinigten Staaten von Amerika in Berlin weist auf ihrer Homepage unter dem Punkt Amerikanische Organisationen in Deutschland auf die German Brigade of The Honorable Order of Kentucky Colonels hin.

## Bekannte Colonels

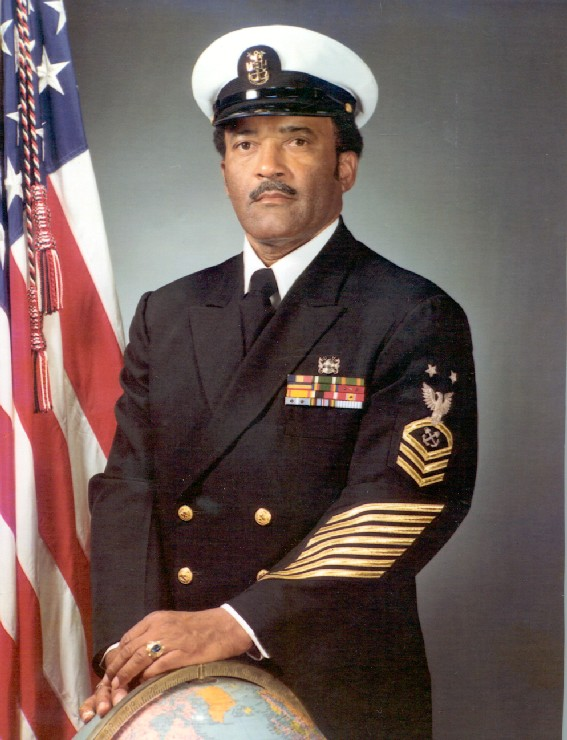
Carl Brashear

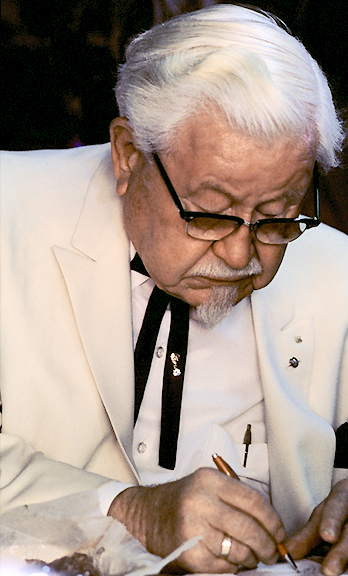
Harland Sanders

- Peter Freese (1939–2020), deutscher Hochschullehrer, Amerikanist und Literaturwissenschaftler
- James Beauregard Beam (1864–1947), Fabrikant und Namensgeber des Whiskeys Jim Beam
- Carl Brashear (1931–2006), erster afro-amerikanische Taucher der US Navy
- Omar N. Bradley (1893–1981), US-amerikanischer General of the Army
- Lothar Gellert (* 1957), deutscher Rechtswissenschaftler und Hochschullehrer
- Richard Evelyn Byrd (1888–1957), US-amerikanischer Polarforscher und Konteradmiral
- Muhammad Ali (1942–2016), US-amerikanischer Boxer
- Harry Carson (* 1953), US-amerikanischer American-Football-Spieler
- Arthur Ashe (1943–1993), US-amerikanischer Tennisspieler
- George Clooney (* 1961), US-amerikanischer Schauspieler und Regisseur
- Jennifer Carpenter (* 1979), US-amerikanische Filmschauspielerin
- Warren Buffett (* 1930), US-amerikanischer Investor, Unternehmer und Philanthrop
- Bryan Cranston (* 1956), US-amerikanischer Schauspieler und Drehbuchautor
- Walt Disney (1901–1966), US-amerikanischer Trickfilmzeichner und Filmproduzent
- Johnny Depp (* 1963), US-amerikanischer Schauspieler und Musiker
- Bob Dylan (* 1941), US-amerikanischer Singer-Songwriter und Lyriker
- Rosalynn Carter (1927–2023), US-amerikanische Schriftstellerin und Aktivistin
- Clark Gable (1901–1960), US-amerikanischer Schauspieler, galt als „König von Hollywood“
- John James Audubon (1785–1851), US-amerikanischer Ornithologe und Zeichner
- Whoopi Goldberg (* 1955), US-amerikanische Schauspielerin, Komödiantin und Sängerin
- Gene Hackman (1930–2025), US-amerikanischer Schauspieler
- Carol Channing (1921–2019), US-amerikanische Sängerin und Schauspielerin
- J. Edgar Hoover (1895–1972), erster Direktor des Federal Bureau of Investigation (FBI)
- John Lennon (1940–1980), britischer Musiker, Komponist und Friedensaktivist
- Reba McEntire (* 1955), US-amerikanische Country-Musik-Sängerin und Schauspielerin
- Tony Moore (* 1978), US-amerikanischer Comiczeichner
- Bill Murray (* 1950), US-amerikanischer Schauspieler, Komiker und Produzent
- Titus O’Neil (* 1977), US-amerikanischer Wrestler und ehemaliger Football-Spieler
- Elvis Presley (1935–1977), US-amerikanischer Sänger, Musiker und Schauspieler
- Tom Parker (1909–1997), niederländischer Musikmanager
- Norman Schwarzkopf junior (1934–2012), General der US Army
- Harland D. Sanders (1890–1980), Gründer des Unternehmens Kentucky Fried Chicken (KFC)
- Rajkumar (1929–2006), indischer Schauspieler und Playback-Sänger des Kannada-Films